# Archegosaurus
Archegosaurus is een geslacht van uitgestorven temnospondyle Batrachomorpha (basale 'amfibieën'), dat voorkwam in het Vroeg-Perm (Asselien tot Wuchiapingien), ongeveer 299-253 miljoen jaar geleden. Dit dier kon tot honderdvijftig centimeter lang worden. De overblijfselen van dit dier, bestaande uit ten minste 90 gedeeltelijke skeletten (voornamelijk schedels), zijn gevonden in Duitsland. De naam Archegosaurus werd bedacht door Goldfuss in 1847. Archegosaurus is lid van Archegosauridae en is het typegeslacht van die familie.

## Beschrijving.
Dit dier had een krokodilachtig voorkomen met een langgerekt lichaam en een tamelijk lange staart. Een bijzonder kenmerk was zijn lange, van voren afgestompte snuit. De kaken waren bezet met ongeveer veertig tanden. De neusgaten zaten op de voorkant van de snuit. De rug, delen van de staart en de buikstreek waren bedekt met schubben.

## Leefwijze.
Het dier leefde in zowel zeeën als rivieren, waar hij jaagde op vissen.

## Classificatie
In 1938 beschreef paleontoloog Margaret C. Steen een temnospondyl uit het Ruprechtice uit het Perm van Noordoost-Bohemen. Steen gaf het de naam Memonomenos dyscriton op basis van een schedel die smaller was dan andere in de Ruprechtice. Het dier werd geclassificeerd als een antracosauriër, een groep die nauw verwant is aan de reptielen. Zowel Memonomenos als embolomere antracosauriërs hadden wervels die in meerdere delen verdeeld waren, waaronder een pleurocentrum en intercentrum. Dieren met dit type verdeelde wervels werden rachitomi genoemd. In het begin van de twintigste eeuw beschouwden paleontologen rhachitomide temnospondylen als afstammelingen van de embolomeren, en Steen beschouwde Memonomenos als een link tussen deze twee groepen. Steen merkte ook op dat Memonomenos grote tabulaire hoorns had, een kenmerk dat hij deelde met antracosauriërs. Temnospondylen en antracosauriërs bleken later twee ver verwante groepen te zijn en paleontoloog Alfred Romer plaatste Memonomenos binnen de Anthracosauria. Deze indeling werd geaccepteerd tot 1978, toen Memonomenos opnieuw werd ingedeeld bij het geslacht Archegosaurus en geclassificeerd als een temnospondyl. Memonomenos dyscriton werd de tweede soort Archegosaurus dyscriton.

## Vondsten.
Fossielen werden gevonden in Europa en Zuid-Afrika.